# GoDaddy Bowl 2015 (janvier)
Ne doit pas être confondu avec GoDaddy Bowl 2015 (décembre), joué dans le cadre de la saison universitaire 2015.
Match précédent Match suivant
Le GoDaddy Bowl 2015 (janvier) est un match annuel de football américain universitaire s'étant joué après la saison régulière 2014, le 4 janvier 2015 à 20:00 heures locales (soit le 5 janvier 2015 à 02:00 heures françaises), au Ladd Peebles Stadium à Mobile en Alabama aux États-Unis. Il s'agissait de la 16e édition du GoDaddy Bowl.
Le match était retransmis sur ESPN (radio et télévision) et a mis en présence l'équipe des Rockets de Toledo, issue de la Mid-American Conference, à l'équipe des Red Wolves d'Arkansas State, issue de la Sun Belt Conference.
Ce match a été le dernier bowl de la saison 2014 avant la finale nationale du CFP.

## Présentation du match
La rencontre était la 3e de toute l'histoire entre les deux équipes, Les Rockets les ayant gagnées toutes deux, le dernier match ayant eu lieu en 1992.
| Équipes                     | Conférences | Entraîneurs    | Stats. saison rég. |
| --------------------------- | ----------- | -------------- | ------------------ |
| Toledo                      | MAC         | Matt Campbell  | 8-4                |
| Miners d'UTEP               | Sun Belt    | Blake Anderson | 7-5                |
| Arbitre : Ken Antee (C-USA) |             |                |                    |

Toledo jouait son second GoDaddy Bowl, ayant gagné celui de 2005 (alors dénommé GMAC Bowl) 45 à 13 contre les Miners d'UTEP. Ils terminent la saison régulière sur un bilan de 8 victoires pour 4 défaites
.
Les Red Wolves d'Arkansas State jouaient leur 4e GoDaddy Bowl, ayant gagné les éditions de 2013 (Golden Flashes de Kent State 17 à 13) et de 2014 (Cardinals de Ball State , 23 à 20) après avoir perdu celui de 2012, 20 à 38 contre les Huskies de Northern Illinois. Ils terminent la saison régulière sur un bilan de 7 victoires pour 5 défaites.

## Résumé du Match
| EVOLUTION DU SCORE du GODADDY BOWL de janvier 2015 |                              |                              |                              |                              |                              | |       |       |
| QT                                                 | Temps                        | Drive                        | Drive                        | Drive                        | Équipe                       | Description de l'action | Score | Score |
|                                                    |                              | Jeux                         | Yards                        | TDP                          |                              | | TOL   | ARST  |
| 1                                                  | 14:50                        | -                            | -                            | -                            | TOL                          | TD suite fumble recouvert par LB Trent Voss dans la end-zone + 1 pt de conversion par kicker Jeremiah Detmer                                     | 7     | 0     |
| 1                                                  | 13:30                        | 5                            | 75                           | 01:20                        | ARST                         | TD de 44 yards par WR Booker Mays à la suite d'une réception de passe de QB Fredi Knighten + 1 pt de conversion par kicker Logan Spry            | 7     | 7     |
| 1                                                  | 05:04                        | 12                           | 88                           | 04:35                        | TOL                          | TD de 4 yards à a course par RB Kareem Hunt + 1 pt de conversion par kicker Jeremiah Detmer                                                      | 14    | 7     |
| 1                                                  | 02:36                        | 3                            | 70                           | 01:16                        | TOL                          | TD de 44 yards à la course par RB Kareem Hunt + 1 pt de conversion par kicker Jeremiah Detmer                                                    | 21    | 7     |
| 1                                                  | 01:25                        | 3                            | 82                           | 01:11                        | ARST                         | TD de 66 yards par WR Tres Houston à la suite d'une réception d'une passe de QB Fredi Knighten + 1 pt de conversion par kicker Logan Spry        | 21    | 14    |
| 2                                                  | 07:13                        | 8                            | 42                           | 03:29                        | ARST                         | FG de 31 yards par kicker Logan Spry | 21    | 17    |
| 2                                                  | 02:28                        | 13                           | 75                           | 04:45                        | TOL                          | TD à la course de 29 yards par RB Kareem Hunt + 1 pt de conversion par kicker Jeremiah Detmer                                                    | 28    | 17    |
| 2                                                  | 00:34                        | -                            | -                            | -                            | TOL                          | TD à la suite d'un fumble recouvert et une course de 67 yards par DE Allen Covington + 1 pt de conversion par kicker Jeremiah Detmer             | 35    | 17    |
| 3                                                  | 08:15                        | 8                            | 69                           | 03:21                        | TOL                          | TD de 6 yards à la course par RB Kareem Hunt + 1 pt de conversion par kicker Jeremiah Detmer                                                     | 42    | 17    |
| 3                                                  | 04:40                        | 8                            | 83                           | 03:35                        | ARST                         | TD de 55 yards par WR Booker Mays à la suite d'une réception d'une passe de QB Fredi Knighten + 1 pt de conversion par kicker Logan Spry         | 42    | 24    |
| 3                                                  | 02:06                        | -                            | -                            | -                            | ARST                         | TD à la suite d'une interception et une course de 94 yards par DB Money Hunter + 1 pt de conversion par kicker Logan Spry                        | 42    | 31    |
| 4                                                  | 11:46                        | 11                           | 75                           | 05:20                        | TOL                          | TD d'1 yard à la course par Kareem Hunt + 1 pt de conversion par kicker Jeremiah Detmer                                                          | 49    | 31    |
| 4                                                  | 10:08                        | 5                            | 49                           | 01:38                        | ARST                         | TD de 27 yards par WR Booker Mays à la suite d'une réception d'une passe de QB Fredi Knighten + 1 pt de conversion par kicker Logan Spry         | 49    | 38    |
| 4                                                  | 06:33                        | 6                            | 70                           | 03:35                        | TOL                          | TD à la suite d'une course de 10 yards par RB Damion Jones-Moore + 1 pt de conversion par kicker Jeremiah Detmer                                 | 56    | 38    |
| 4                                                  | 02:17                        | 14                           | 75                           | 04:16                        | ARST                         | TD de 3 yards par TE Darion Griswold à la suite d'une réception de passe de QB Fredi Knighten mais la tentative de conversion de 2 pts est ratée | 56    | 48    |
| 4                                                  | 01:02                        | 4                            | 52                           | 01:15                        | TOL                          | TD de 29 yards à la course de RB Damion Jones-Moore + 1 pt de conversion par kicker Jeremiah Detmer                                              | 63    | 44    |
| "TDP" = temps de possession.                       | "TDP" = temps de possession. | "TDP" = temps de possession. | "TDP" = temps de possession. | "TDP" = temps de possession. | "TDP" = temps de possession. | "TDP" = temps de possession. | 63    | 44    |

## Statistiques
| Statistiques par Équipes               | Statistiques par Équipes | Statistiques par Équipes |
| Statistiques                           | TOL                      | ARST                     |
| -------------------------------------- | ------------------------ | ------------------------ |
| 1er downs                              | 29                       | 22                       |
| Conversion de 3e Down                  | 8/15                     | 4/12                     |
| Conversion de 4e Down                  | 1/1                      | 2/2                      |
| Jeux–yards                             | 80 jeux pour 541 yards   | 63 jeux pour 468 yards   |
| Yards à la course                      | 365                      | 65                       |
| Yards à la passe                       | 176                      | 403                      |
| Passes : Réussies-Tentées-Interceptées | 21/27, 1 Int.            | 23/31, 0 Int.            |
| TD                                     | 9                        | 6                        |
| Field Goals                            | 0                        | 1                        |
| Interception(s)                        | 1                        | 0                        |
| Fumbles (Nombre-Perdus)                | 2-0                      | 2-2                      |
| Pénalités (Nombre/Yards perdus)        | 5 - 45 yards             | 5 - 41 yards             |
| Temps de possession                    | 35:17                    | 24:43                    |

| Meilleur Joueur (MVP) | Meilleur Joueur (MVP) | Meilleur Joueur (MVP) |
| --------------------- | --------------------- | --------------------- |
| Nom                   | Équipe                | Poste                 |
| Kareem Hunt           | Toledo Rockets        | RB                    |

| Statistiques Individuelles | Statistiques Individuelles | Statistiques Individuelles   |
| -------------------------- | -------------------------- | ---------------------------- |
| Quaterbacks                |                            |                              |
| TOL                        | Logan Woodside             | 21/27, 1 Int., 176 yards     |
| ARST                       | Fredi Knighten             | 23/31, 403 yards, 5 TDs      |
| Meilleurs Coureurs         |                            |                              |
| TOL                        | Kareem Hunt                | 32 courses, 271 yards, 5 TDs |
| ARST                       | Michael Gordon             | 10 courses, 36 yards         |
| Meilleurs Receveurs        |                            |                              |
| TOL                        | Alonzo Russell             | 4 Réc., 49 yards             |
| ARST                       | Booker Mays                | 5 Réc., 138 yards, 3 TDs     |
| Meilleurs Takleurs         |                            |                              |
| TOL                        | ?                          | ?                            |
| ARST                       | ?                          | ?                            |